# Ataraxie
Ataraxia (din greacă Ἀταραξία - liniște, calm, seninătate) reprezintă scopul sistemelor filosofice ce au fost întemeiate în Antichitate și anume atingerea stării de echilibru interior a omului. Ataraxia se numea în latină tranquilitas, cu sensul de armonie, liniște interioară și pace sufletească. Ataraxia constituie o concepție filosofică idealistă din Antichitate care susținea că omul trebuie să tindă spre o stare de perfectă liniște sufletească prin detașarea de frământările lumii. În utilizare non-filosofică, ataraxia era starea mentală ideală pentru soldații care se angajau într-o bătălie.
Spre exemplu Noua Academie, al cărui adept a fost o personalitate marcantă a istoriei Romei, Marcus Tullius Cicero, avea drept scop acțiunea asupra individului, prin care să-i provoace starea de ataraxie.
Starea de ataraxie reprezenta mijlocul/modalitatea individului de a ajunge la scopul final al sistemelor filosofice ale Antichității: „binele suprem” (summum bonum).
Ataraxia, care era văzută ca liniște sufletească, netulburare, a reprezentat scopul și inspirația scepticilor greci. Urma să fie atinsă prin suspendarea calmă și cumpănită a judecății (epoche) privitoare la chestiuni controversabile.
Pentru Epicur (341-270 î.e.n.), care a întemeiat în 306 î.e.n. celebra școală ateniană în aer liber, numită Grădina lui Epicur, unde trăia în comunitate cu prietenii și discipolii lui, plăcerea era binele suprem, dar prin aceasta nu înțelegea voluptăți și orgii, ci solicita folosirea lor rațională: pe unele trebuie să le favorizăm (cele naturale și necesare), pe altele trebuie să le admitem (plăceri naturale dar nenecesare), iar pe altele să le evităm (plăceri nenaturale și nenecesare). Numai astfel, considera el, se putea obține acea stare privilegiată, de liniște sufletească netulburată, denumită ataraxia.
Filosofia stoică este o filosofie a omului continuu într-o lume continuă. Nimic nu este mai puternic decât Natura, iar cel înțelept își va realiza natura sa. Potrivit stoicilor, accesul la înțelepciune era condiționat de o adevărată cultură a corpului, mergând de la exerciții de respirație până la reprimări dure. Dorința de stăpânire perfectă a corpului este legată de conceptul de ataraxie, văzută ca absența tulburării, care ar conduce corpul la adevărata sa unitate cu sufletul, care la rândul lui, prin asceză, îl poate face să intre în unitate cu cosmosul. Adevărata înțelepciune constă în a accepta inevitabilul, care, de altminteri, se înscrie în ordinea universală perfectă. Omul trebuie să-și elimine din suflet orice fel de pasiuni, patimi, pofte, dorințe, pentru a putea rămâne astfel impasibil și tare în fața vicisitudinilor vieții.
Ataraxia este o indiferență dobândită cu greu față de grijile perisabile ale oamenilor, față de zgomotul de fond pe care îl fac ei certându-se. Ataraxia este lipsa de griji, anapausis, odihna, care se instalează prin xeniteia, înstrăinare.
În mistica iudaică, Hassideii Ashkenazi au elaborat lucrarea Sepher Hassidim, care cerea un mod de viață bazat pe ataraxie, adică pe seninătatea vieții în fața vicisitudinilor ei.

## Termen medical
Din punct de vedere medical, ataraxia reprezintă o stare bolnăvicioasă de pasivitate a unui organ sau a unei funcțiuni.,